# Maja Nilsson
Maja Nilsson (8 de diciembre de 1999) es una deportista de Suecia que compite en atletismo. Ganó una medalla de plata en el Campeonato Europeo de Atletismo Sub-23 de 2021, en la prueba de Salto de altura.